# Steyerbromelia thomasii
Steyerbromelia thomasii là một loài thực vật có hoa trong họ Bromeliaceae. Loài này được (L.B.Sm., Steyerm. & H.Rob.) B.Holst miêu tả khoa học đầu tiên năm 1997.